# Parazacco fasciatus
Parazacco fasciatus är en fiskart som först beskrevs av Koller 1927.  Parazacco fasciatus ingår i släktet Parazacco och familjen karpfiskar. Inga underarter finns listade i Catalogue of Life.
Arten förekommer i sydöstra Kina, inklusive Hainan och i norra Vietnam. Den vistas i små vattendrag i låglandet.
Inget är känt angående populationens storlek och möjliga hot. IUCN kategoriserar arten globalt som otillräckligt studerad.